# Iran aux Jeux olympiques d'hiver de 1976
L'Iran participe aux Jeux olympiques d'hiver de 1976, organisés à Innsbruck en Autriche. Cette nation prend part aux Jeux olympiques d'hiver pour la cinquième fois de son histoire. La délégation iranienne, formée de 4 skieurs alpins, ne remporte pas de médaille.

## Résultats

### Ski alpin
| Athlète                    | Épreuve      | 1re manche      | 2e manche       | Total           | Rang            |
| -------------------------- | ------------ | --------------- | --------------- | --------------- | --------------- |
| Ghorban Ali Kalhor         | Slalom       | DNF             | —               | —               | —               |
| Ghorban Ali Kalhor         | Slalom géant | 2 min 02 s 30   | 2 min 06 s 65   | 4 min 08 s 95   | 47              |
| Ghorban Ali Kalhor         | Descente     | 1 min 59 s 15   | 1 min 59 s 15   | 1 min 59 s 15   | 55              |
| Mohammad Kalhor            | Slalom       |                 | DNS             | —               | —               |
| Mohammad Kalhor            | Slalom géant | 1 min 59 s 95   | DNF             | —               | —               |
| Mohammad Kalhor            | Descente     | N'a pas terminé | N'a pas terminé | N'a pas terminé | N'a pas terminé |
| Akbar Khalili              | Slalom       | DSQ             | —               | —               | —               |
| Akbar Khalili              | Slalom géant | 2 min 02 s 98   | DSQ             | —               | —               |
| Akbar Khalili              | Descente     | 2 min 00 s 32   | 2 min 00 s 32   | 2 min 00 s 32   | 58              |
| Mohammad Hadi Kiashemshaki | Slalom       | DSQ             | —               | —               | —               |
| Mohammad Hadi Kiashemshaki | Slalom géant | DNF             | —               | —               | —               |
| Mohammad Hadi Kiashemshaki | Descente     | 1 min 59 s 44   | 1 min 59 s 44   | 1 min 59 s 44   | 56              |